# 33-я отдельная механизированная бригада
33-я отдельная механизированная бригада (укр. 33-тя окрема механізована бригада, сокр. 33 ОМБр) — тактическое соединение Сухопутных сил Украины.

## История

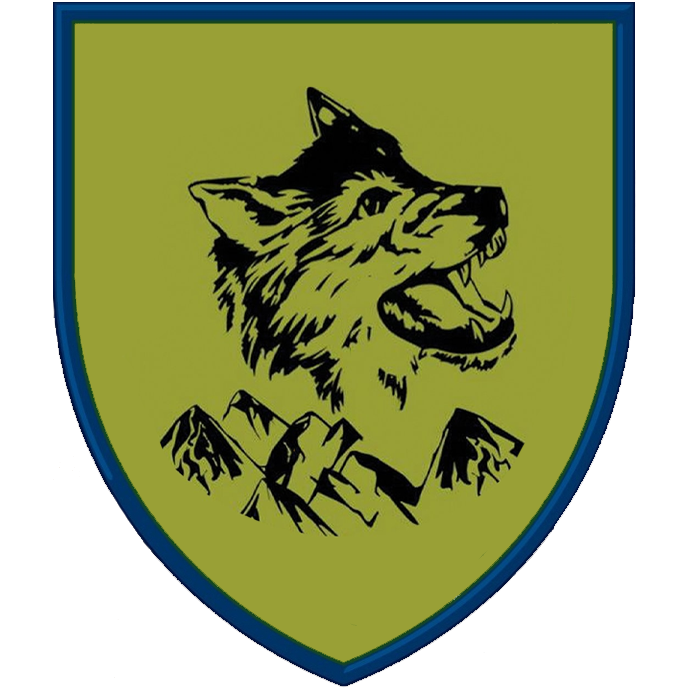
Старая эмблема 33 омбр

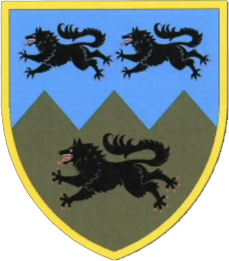
Старая эмблема 33 омбр

В начале апреля 2016 года бригада проходила последний этап боевых учений на Ровенском полигоне. Её военнослужащие отрабатывали штурм вражеских позиций в усложнённых условиях, в частности, форсирование водных препятствий, а также взаимодействие с другими боевыми подразделениями.
В ходе вторжения России на Украину военнослужащие бригады организовывали стабилизационные пункты, в которых раненым украинским военным оказывалась медицинская помощь. С осени 2024 года по причине отступления стабилизационные пункты бригады переносились четыре раза. 

## Вооружение
Бригада имеет на вооружении танки Leopard 2A4, поставленные Украине западными странами (в феврале-марте 2023 года было поставлено 40 штук).